# Ненешть (Вранча)
Ненешть, Ненешті (рум. Nănești) — село у повіті Вранча в Румунії. Входить до складу комуни Ненешть.
Село розташоване на відстані 164 км на північний схід від Бухареста, 30 км на південний схід від Фокшан, 43 км на захід від Галаца, 147 км на схід від Брашова.

## Населення
За даними перепису населення 2002 року у селі проживала 1331 особа, усі — румуни. Усі жителі села рідною мовою назвали румунську.